# 生命の息吹き
「生命の息吹き（Breathe（In the Air））」は、1973年のアルバム「狂気」に登場するイギリスのプログレッシブ・ロックバンド、ピンク・フロイドの曲である。

## 作者と作曲

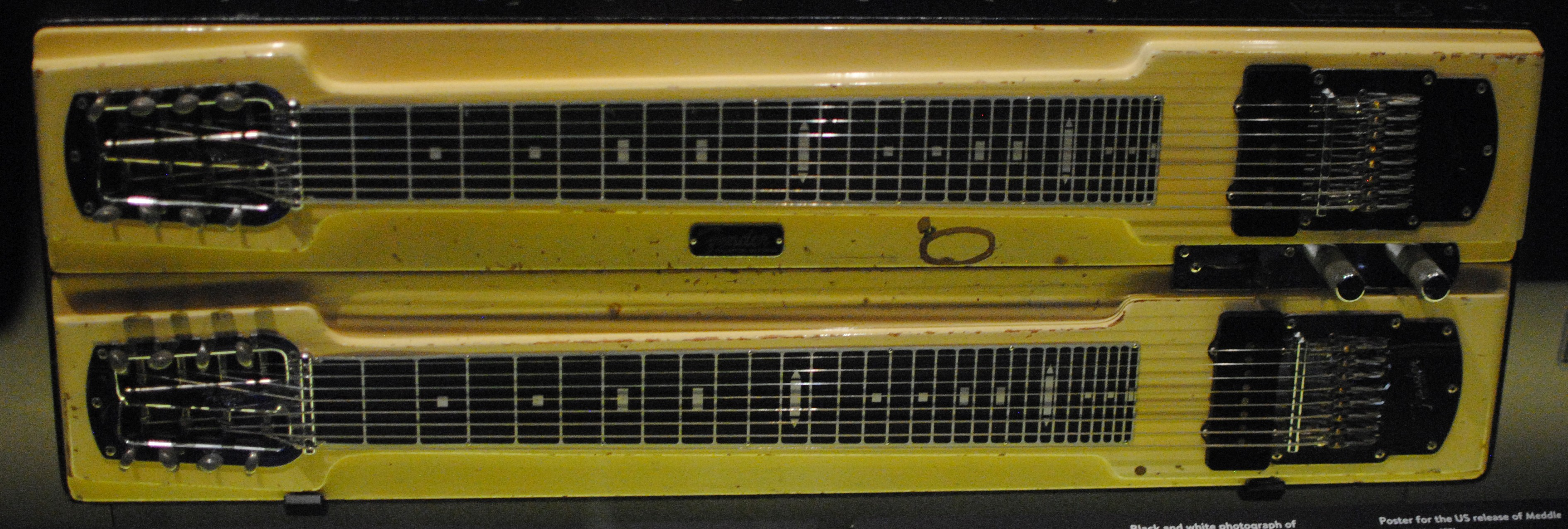
フェンダー「デュオ1000」- ダブルネック・スティールギター（1962年）、1970年10月にデビッドギルモアがシアトルで購入し、「Breathe」で使用。ピンク・フロイド：彼らの死すべき遺物展に展示

作曲はデヴィッド・ギルモアとリチャード・ライト、作詞はロジャー・ウォーターズによる 。ダークサイドとは「少し青臭く世間知らずであるが、それを軽視していない。それはかなり素朴な絵のようなものである。「空中で呼吸をしろ/気にすることを恐れるな（'Breathe in the air / Don't be afraid to care'）」– これは最初の歌詞である。それを捕まえることができる、一種の単純なものでしかない。」
この曲はテンポが遅く質感が豊かで、ギルモアのユニバイブによるエレキギターと、ボリュームペダルとオーバーダブによるラップスチールギターが特徴である 。オリジナルアルバムでは、1面目の「Speak to Me」とは別の曲となっている 。しかし、この曲は持続するピアノのコードを介して「Breathe」に移るため、これらの2曲はほとんどのCDバージョンでは結合されている 。「Time」の最後のパートに1分間ほどのリプライズとしてこの曲が演奏される 。そこではスライドギターなしで、ハモンドオルガンとローズピアノの代わりにFarfisaオルガンとWurlitzerの電子ピアノを使用されている。
曲の大部分はEマイナー（add9）とAメジャーの繰り返しであり、ヴァースの前の転換によって、Cメジャーセブンス、Bマイナーセブンス、Fメジャーセブンス、D7（♯）およびD7（♭ 9）で構成されるコーラスとして機能している 。
他のピンク・フロイドのトラックである「Time」や「The Great Gig in the Sky」とともに、「Breathe」は、ギルモアのブルース基調のコードとソロの導入により、「より独特なスタイルを切り開いている」とされている 。 「Breathe」は「エコロジーを受け入れる」という意味の見方もされる 。
この曲は、バンドのベストオブアルバム、エコーズ〜啓示で採用を検討された曲の1つであった 。

## 別バージョンとライブバージョン
- P.U.L.S.EのCDおよびDVDでは、2：33[2]のライブバージョンの演奏が収録されている。
- この曲はLive 8コンサートで再生され、DVDに収録されている。そのときの演奏では「Breathe」と「Breathe（Reprise）」を組み合わせて1曲になったものであった。ピンク・フロイド自身はこれまでこのアレンジでの演奏を行ったことがなかったが、ロンドン・フィルハーモニー管弦楽団は以前、1995年のアルバム「Us and Them: Symphonic Pink Floyd」でこのアレンジでカバーを行なっていた。
- ロジャー・ウォーターズのソロのイン・ザ・フレッシュ–ライブでは、ドイル・ブラムホールとジョン・カリンのボーカルで演奏を行なった。
- ウォーターズはもともと、ロン・ギーシンと共に録音を行なった「Music from The Body」というサウンドトラックで「Breathe」という曲を録音した[2]。この2つは歌詞、コード、主題が大きく異なっているが[2] 、このバージョンはこの曲の初期バージョンと見なすことができる。このバージョンはサウンドトラックアルバムのCDおよびデジタルリリースで聞くことができるが、フロイドの海賊版、特に「A Tree Full of Secrets」に収録されている。
- リチャード・ライトが参加したライブバージョンは、ギルモアのソロのRemember That Night のDVDとLive in GdańskのCDに収録されている。 Live in Gdańskバージョンのタイトルは「Breathe」ではなく「Breathe（In the Air）」となっている。
- 「Breathe（Reprise）」は、Gilmourの2017年のライブ「Live at Pompeii」にて（「Time」に続いて）演奏される。

## 参加メンバー
- デビッド・ギルモア–エレキギター、マルチトラックペダルスチールギター、リードボーカル、バックボーカル
- ロジャー・ウォーターズ –ベースギター
- リチャード・ライト–ハモンドオルガン、フェンダーローズエレクトリックピアノ
- ニック・メイソン–ドラム

## 認定
| 国/地域                          | 認定   | 認定/売上数 |
| -------------------------------- | ------ | ----------- |
| イタリア (FIMI)                  | Gold   | 35,000      |
| イギリス (BPI)                   | Silver | 200,000     |
| 認定のみに基づく売上数と再生回数 |        |             |

## カバーバージョン
- ジャズ・コールマンがアレンジしたオーケストレーションバージョンは、1995年のロンドン・フィルハーモニー管弦楽団のアルバム「Us and Them; Symphonic Pink Floyd」に登場する[12]。
- Sea of Greenは、2001年のアルバムTime to Flyで「Breathe」と「Breathe（Reprise）」をカバーした。
- 「Breathe」は、2002年のピンク・フロイドのトリビュートアルバム「An All Star Lineup Performing the Songs of Pink Floyd」でカバーされている。マッコーリー・シェンカー・グループのボーカルのロビン・マッコーリー、スティーリー・ダン/ドゥービー・ブラザーズのギタリスト、ジェフ・バクスターが参加している。
- フレーミング・リップスは、2003年のグラストンベリーフェスティバルやその後のツアーで頻繁に「Breathe」を演奏した[13] [14] 。また、2010年レイト・ナイト・ウィズ・ジミー・ファロンでライブバージョンを演奏した [15]。ザ・フレーミング・リップスはStardeath and White Dwarfsとともに、バンドの2009年のアルバム「The Flaming Lips and Stardeath and White Dwarfs with Henry Rollins and Peaches Doing The Dark Side of the Moon」にてこの曲をカバーした。
- シンズの「Breathe」のカバーは、2007年のコンピレーションアルバム「The Saturday Sessions: The Dermot O'Leary Show」に収録されている [16]。
- キャピタル・シティーズは、ピンク・フロイドの曲に似たリリックであった、スカーフェイスの「スマイル」からの2パックのラップのサンプリングを導入したカバーを収録した[17]。
- Ocean Alleyは、2021年のTriple J's Like A Versionで、コンフォタブリー・ナムとマネーとともにメドレー形式でカバーした。